# DR-DOS
DR-DOS est un système d'exploitation de la société Digital Research, fondée par Gary Kildall.
Ce système d'exploitation de type DOS est sorti en 1987 et, contrairement à celui de Microsoft (MS-DOS) avec lequel il est parfaitement compatible, il est multitâche et bien plus optimisé (efficient). Il n'a jamais pu percer même si beaucoup de tests comparatifs réalisés à l'époque montraient sa supériorité sur son concurrent.
Microsoft avait intégré dans la bêta de Windows 3.1 un petit programme de détection du système d'exploitation de la machine : le « code AARD (en). » Il entraînait un message d'erreur quand DR-DOS était détecté en lieu et place de MS-DOS. Ce code a été désactivé dans la version finale. Au cas où ça n'aurait pas été le cas, Digital Research avait programmé un correctif pour DR-DOS permettant un fonctionnement normal de Windows, correctif prêt plusieurs semaines avant la sortie de la version finale.

## Historique
- Le logiciel a été créé en 1987 par la société Digital Research (DR), célèbre pour son système d'exploitation CP/M.
- Au début des années 1990, Novell acquiert Digital Research et sort la version 7.0 sous le nom de Novell DOS.
- En 1996, Caldera Inc. acquiert les droits du système d'exploitation et intente un procès à Microsoft pour pratiques anticoncurrentielles et obtient 280 millions de dollars. Une version open source est créée sous le nom de Open DOS.

- En 1998, Caldera loge le logiciel dans la filiale Caldera Thin Clients, renommée ultérieurement Lineo Inc..
- En 2002, Lineo est vendue et le logiciel est cédé à DeviceLogics qui sort une version 8.0 en 2004.
- DeviceLogics se scinde en deux, DR-DOS rejoignant la société DRDOS Inc. créée à cet effet. En 2005, DR-DOS Inc. sort la version 8.1, qui n'est pas une évolution de la 8.0 mais une réécriture complète. À la suite de plaintes des auteurs de FreeDOS pour des emprunts non conformes aux termes de la licence GPL, les versions 8 sont retirées de la vente et la version officielle repasse à 7.03.